# やまひろクラヤ三星堂
株式会社やまひろクラヤ三星堂（やまひろくらやさんせいどう）は、山梨県中央市に本社を置く、医薬品・医療機器の卸売りを扱う企業で、メディセオ・パルタックホールディングスグループの一社であった。
2009年10月に同じグループ会社の株式会社クラヤ三星堂に吸収合併され、株式会社メディセオとなった。

## 概要
1899年（明治32年）の創業。医薬品・医療用品の卸業者。山梨県で大正時代の卸企業組合で昭和まで残ったのは、「廣瀬薬局」と「小林至誠堂」のみである。
昭和初期の不況は想像も及ばぬ深刻なものであった。1937年（昭和12年）日華事変勃発、この頃から重要物資が随時統制され、戦火が熾烈になるに及び医薬品の統制が始まり、山梨県でも1941年（昭和16年）4月資本金19万円で「山梨県医薬品配給統制会社」を設立した。1945年（昭和20年）7月甲府市が空襲され店舗が全滅し甲府市の大半が焼け野原になった。医薬品は市外の安全な場所に移転させておいたため難をのがれる。1948年（昭和23年）店舗を再建する。
1959年（昭和34年）頃から県外からの同業者が進出してくる。1975年（昭和50年）には「株式会社小林至誠堂」・「中日本薬業株式会社」・「株式会社廣瀬薬局」・「大森薬品株式会社・甲府支店」・「鍋林株式会社・甲府支店」・「小林大薬房・甲府支店」・「株式会社スズケン・甲府支店」の7社となった。1982年（昭和57年）に中央自動車道が全線開通し、東京よりの所要時間が1時間30分に大幅短縮された。さらに1980年（昭和55年）4月に全国で最後より2番目に山梨医科大学が開校した。1983年（昭和58年）には大学附属病院が320床に増床され、山梨の医療の中核となる。
2004年（平成16年）4月から従来の山梨県に加え長野県にも営業エリアを拡大。

## 会社概要
- 営業本部 長野県松本市大字笹賀7600-55
- 創業 1899年（明治32年）
- 資本金 57,000千円
- 代表取締役社長 廣瀬 泰正

## 沿革
- 1899年 - 山梨県甲府市中央3にて廣瀬要次郎が「廣瀬薬舗」創業
- 1912年 - 「廣瀬薬舗」が医薬品の卸業を兼業開始
- 1928年 - 「廣瀬薬局」と商号変更
- 1931年 - 2代目・代表者 廣瀬要三 就任
- 1942年 - 「山梨県医薬品衛生材料卸商業組合」設立(理事長・宮沢良道)
- 1943年 - 「山梨県医薬品統制会社」設立
- 1946年 - 全国の医薬品統制会社を全て解散する
- 1949年 - 「有限会社廣瀬薬局」に商号変更
- 1959年 - 「富士血液銀行」合併
- 1963年 - 3代目社長に廣瀬順作 就任
- 1964年 - 「山梨県血液センター」から委託をうけ山梨県内の配送委託を受ける
- 1969年 - 甲府市塩部に社屋移転
- 1970年 - コンピューターを導入
- 1970年 - 医療用医薬品の添付販売廃止
- 1971年 - 「株式会社廣瀬薬局」に商号変更
- 1975年 - 「全国医薬品卸保存血液対策委員会」設立
- 1980年 - 「株式会社やまひろ」に商号変更
- 1985年 - 「物流センター」(山梨県中巨摩郡田富町流通団地)設立
- 1987年 - 長野県の「田富物流センター」に営業本部を置く
- 1987年 - 医薬品卸150社とメーカー105社により「JD-NET協議会」設立
- 1988年 - 「JD-NET」稼動
- 1995年 - 4代目社長に廣瀬泰正 就任。
- 1999年 - 東京都の「クラヤ薬品」と業務提携
- 2004年4月1日 - 「株式会社やまひろクラヤ三星堂」に商号変更。
- 2009年10月1日 - クラヤ三星堂を存続会社として当社及び「クラヤ三星堂」「千秋薬品」「潮田クラヤ三星堂」「平成薬品」「井筒クラヤ三星堂」を合併し「株式会社メディセオ」に社名変更。

## 営業所
- 松本支店（長野県松本市大字笹賀）
- 長野支店（長野県長野市大字稲葉）
- 上田支店（長野県上田市秋和）
- 伊那支店（長野県上伊那郡南箕輪村）
- 飯田支店（長野県飯田市育良町）

## 関連会社

### ひろせ薬局
- 所在地：山梨県甲府市富士見1丁目3-32
- 設立：1975年2月
- 午前8時40分～午後6時00分 土・日・祭日休業
- 保険調剤・医薬品・一般薬・医療用材・治療食(減塩食・糖尿病食・腎臓病食等)・健康食品・化粧品の販売

### 株式会社サンカイゴ
- 本社：山梨県中央市若宮13-4（山梨大学医学部前通り）
- 設立：1993年1月
- 事業内容
  - 山梨全県下の介護保険法対応・指定居宅介護支援業務・指定居宅サービス業務・訪問介護・福祉用具購入費の支給限度額対応・住宅改修費の支給限度額対応・政府管掌健康保険在宅介護支援事業貸与対応・一般販売・介護用品、福祉用具の一般販売・介護用品、福祉用具の貸与（レンタル）・オーダー車いす受注、販売・住宅改修見積、施行
- 事業所
  - 玉穂店（ショールーム併設）山梨県中央市若宮13-4（山梨大学医学部前通り）
  - シルバー店（ショールーム併設）山梨県甲府市富士見1丁目3-28（県中前通り）